# 동우석
동우석(1993년 4월 3일 ~ )은 대한민국의 가수이다.

## 방송 출연
- 《슈퍼스타K 2016 (2016년, Mnet) Top6

## 음반
LC9
서커스 크레이지
- 《CIRCUS CRAZY》 (2016년)

### OST 가창
- 《톱스타 유백이 OST Part 1》 (2018년)
- 《방법 OST Part 2》 (2020년)

### OST 작곡 작사
Tvn 드라마 크로스OST 솔튼페이퍼 - I swear
Tvn 드라마 크로스OST 길구봉구 - 나만혼자
Tvn 드라마 아는 와이프OST 로이킴 - 왜 몰랐을까
Tvn 드라마 남자 친구 OST 오왠 - 설렘
Tvn 드라마 톱스타 유백이 OST 동우석 - 모든 것 그 순간
Tvn 드라마 톱스타 유백이 OST 박재정 - Dream
Tvn 드라마 청일전자 미쓰리 OST 전상근 - 날아올라
Tvn 드라마 방법 OST 동우석 - supernatural
Tvn 드라마 사랑의 불시착 OST Crush - 둘만의 세상으로 가
SBS 드라마 더킹 OST 다비치 - Please Don't Cry
Tvn 드라마 가족입니다 OST 범키 - 가족입니다.
Tvn 드라마 가족입니다 OST 길구봉구 - 나의하루
Tvn 드라마 구미호뎐 OST 여자(아이들)미연 - My destiny
Tvn 드라마 여신강림 OST 카더가든 - Happy Ending
BL웹드라마 마이스윗디어 OST 동우석 - My boo
Mbc 드라마 금혼령 OST 서은광 - 어찌 잊으라 하시오
Tvn 드라마 월수금 화목토 OST 이아영 - 회전목마
Tvn 아티스탁게임 허혜진 - Freesia
Tvn 아티스탁게임 별은 - 유난히 뜨겁던 그 해 그 여름 밤